# Iglesia de San Damián (Asís)

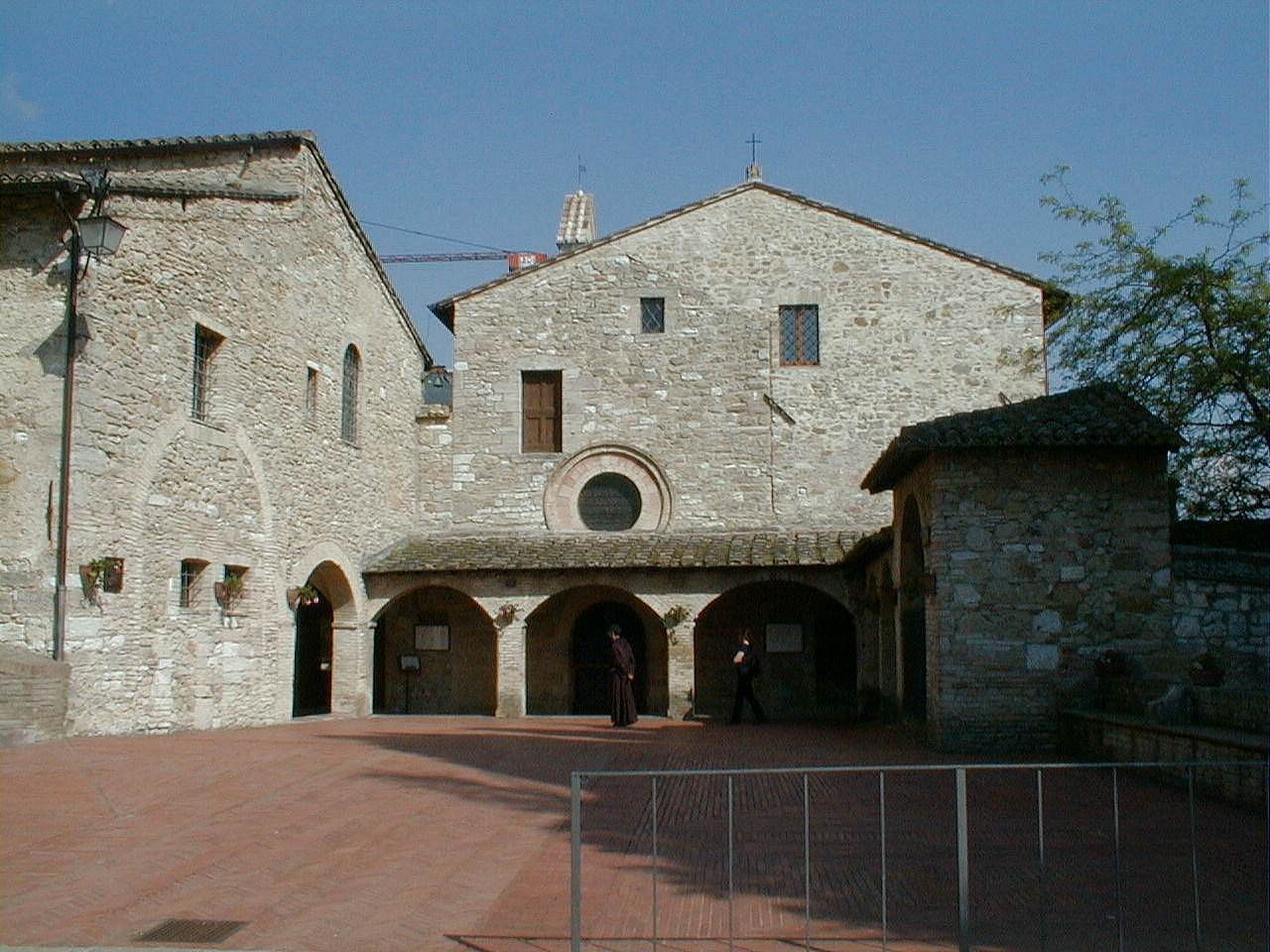
Vista exterior del complejo de San Damián.

La Iglesia de San Damián (en italiano, Chiesa di San Damiano) es una iglesia con un monasterio cerca de Asís (Italia). Fue el primer monasterio de la Orden de Santa Clara, donde Santa Clara construyó su comunidad. Quizá el aspecto más significativo en relación con la iglesia fue el encuentro que, según el catolicismo, se produjo entre San Francisco con Cristo. Estaba rezando en San Damián que por entonces era un edificio muy arruinado. San Francisco vio la figura de Cristo crucificado revivir y decirle: «Francisco, ¿no ves que mi casa se está derrumbando? Ve, entonces, y restáurala». Después, San Francisco emprendió la reparación de San Damián, aunque con el tiempo pasó a entender que el mensaje divino se refería a la restauración de la Iglesia en su conjunto más que literalmente la reparación de iglesias como la de San Damián. La cruz desde la que Cristo habló a San Francisco es conocida como el Cristo de San Damián. Actualmente cuelga de la Basílica de Santa Clara (Asís).
La iglesia de San Damián, junto a otros lugares franciscanos de Asís, fue declarada Patrimonio de la Humanidad por la Unesco en 2000.
El lugar se convirtió en el hogar de Santa Clara de Asís y sus seguidores en 1212. Se trabajó en la dotación de edificios para esta comunidad religiosa. Las Hermanas se quedaron hasta la muerte de Clara en 1253 cuando se pensó que era demasiado peligroso quedarse y se cambió con los Canónigos de San Rufino por la capilla de San Giorgio. El convento está abierto al público de forma gratuita. En la planta baja del claustro se encuentra el refectorio en su estado original. Un fresco en el refectorio recuerda la visita del Papa Gregorio IX cuando le pidió a Clara que bendijera los panes, lo que se dice que dio lugar a que aparecieran cruces en los panes. Arriba está el Oratorio de Santa Clara, donde se guardaba el Santísimo Sacramento , y al lado está el dormitorio.  Una cruz marca el lugar donde Clara murió el 11 de agosto de 1253. 